# Oregon Route 126
Az Oregon Route 126 (OR-126) egy oregoni állami országút, amely kelet–nyugati irányban a US 101 Florence-ben található elágazása és a U.S. Route 26 prineville-i csomópontja között halad.
Az út három szakaszból (Florence–Eugene Highway No. 62, Clear Lake–Belknap Springs Highway No. 215 és Eugene–Springfield Highway No. 227) áll, egyben a McKenzie Highway No. 15 és az Ochoco Highway No. 41 része.

## Leírás
A nyomvonal Florence-nél ágazik le a 101-es szövetségi útról keleti irányban. Az Északi-Siuslaw-folyó keresztezése után a pálya az acmei elágazó után északkeletre fordul, majd Mapletonig a Siuslaw-folyó keleti követi. Itt észak felé az OR 36 felé lehet továbbhaladni, az OR 126 pedig keletre kanyarodva áthalad a folyón. Enyhén délkeletre fordulva az útvonal Linslaw-nál rövid ideig újra a vízparton halad, majd még egyszer keresztülhalad azon. Észak–északkelet felé számos kistelepülésen áthaladva Veneta és a 200-as út elágazása következik; itt fut az 1957-ben elkészült, 302 méter magasan futó Peterson-alagút, amely a Eugene-től való egy órás távolságot jelzi. Az Oregon Route 569-nél a szakasz Eugene-be érkezik. A Mapleton-, illetve Knowles-pataki-alagútnak is nevezett műtárgyat 1988-ban a megvalósulásért küzdő Ralph A. Petersen Lane megyei biztos tiszteletére átnevezték. A nyomvonal a belvárosban az OR 99-hez érkezik; az út innen északi irányban Interstate 105 jelzéssel autópályaként folytatódik.
Az I-105 a Willamette-folyón áthaladva a Delta Highway csomópontjában keleti irányban fut tovább; az útszakaszon kettő számozott- és kettő számozatlan lehajtó, illetve az Interstate 5 csomópontja található. A gyorsforgalmi út a McKenzie-folyó keresztezése után délre fordulva a Springfield keleti határán fekvő szintbeli csomópontban ér véget. Az utolsó 2,5 kilométeren át vezető viadukt Washington–Jefferson utcai hídként ismert; az innen Springfieldig vezető szakaszt a 2011 áprilisában egy helyi igazoltatásnál halálos sérülést szenvedő rendőr tiszteletére Officer Chris Kilcullen Memorial Highwaynek nevezték át.
A pálya innen újra főútként folytatódik; miután újra áthaladt a folyón, északkelet felé újabb települések következnek, mígnem az út az OR 242 McKenzie Bridge és Belknap Springs között található elágazásához érkezik, ahonnan észak felé folytatódik. Santiam Junctiont elérve a nyomvonal rövid ideig a U.S. Route 26-tal megosztott nyomvonalon fut; a közös szakaszon található az Oregon Route 22 csomópontja és Black Butte Ranch is. Délkeleti irányban Sisters következik, melynek keleti határán válik szét a két út.
Az OR 126 kelet felé halad tovább, majd Redmondba ér, ahol egy rövid északkeleti szakaszon a US 97 pályáját követi. Miután szétváltak, újra keletre halad tovább, majd Powell Butte után északkeletre kanyarodik; Prineville-be érkezvén az útvonal elhalad az Oregon Route 370 Terrebonne felé vezető elágazása mellett, majd a US 26-ba torkollik.

### Oregon Route 126 Business
Az elkerülő az Interstate 105-tel párhuzamosan, a Willamette-folyó Eugene felőli oldalán halad. Az I-105 kezdőpontjától a szakasz a 99-es úttal közösen, a nyugati hetedik sugárutat követve fut. Az Interstate 5-nél a pálya szétválik; míg az OR 99 az autópályába torkollik, az OR 126B keletre halad tovább. Glenwoodot és a Willamette-folyót keresztezve az útvonal Springfieldbe érkezik, majd továbbra is keleti irányban futva a gyorsforgalmi szakasz végén csatlakozik újra az OR 126-ba.

### Nyomvonal-korrekciók
- A korábbi US 28 Florence–Eugene szakasza Junction Cityn keresztül futott, majd Eugene-től délre a US 99-be (a mai OR 99) torkollott. A Juncton City és Brickerville közti útvonal a mai OR 36 része; a Brickerville-től nyugatra eső rész nem képezi az országúti hálózat részét.
- 1972-ben a US 126 jelölés törlésekor a 126-os utat a korábbi Interstate 105, illetve az azt kiegészítő új pályára terelték; a korábbi, Springfield belvárosán keresztülfutó szakasz a mai Oregon Route 126 Business.
- A Cascade-hegységet keresztező nyomvonalat az évek során többször is módosították. Az eredeti szakasz a McKenzie-szoroson vezetett, de ez az időjárás miatt telente általában zárva volt. 1962-ben a Clear Lake és Belknap Springs települések között elkészült Clear Lake Cutoff, a McKenzie Highwayt és a Santiam Highwayt (US 20) észak felé vezető szakasz. A 126-os utat később a hegylánctól keletre, a US 20-szal közös nyomvonalra terelték; a korábbi Clear Lake Cutoff ma a 242-es számot viseli, és elsődlegesen kirándulok használják, ezért telente nem takarítják.[5]

#### A jelölések változása

A US 28 1926–1951 között használt jelzése

A US 126 1951–1972 között használt jelzése

- 1926-ban a Florence és Ontario közti szakasz a US 28 jelzést kapta; a Junction City és Florence közti szakasz a mai 36-os és 126-os utakon futott.
- 1937-ben átadták a US 99 Florence–Eugene szakaszát, így ugyanebben az évben a US 28 határát Glenwoodnál húzták meg.
- 1951-ben a 28-as jelzést törölték; helyette az idahói határ és Prineville közti szakasz a 26-os számot kapta, míg a Prineville és Eugene közti útpálya az akkor bevezetett 126-ost.
- 1957-re elkészült a Eugene és az óceánpart között haladó Route F. Az állami rendszerben először Eugene–Mapleton Highway jelzéssel szerepelt, de számot (OR 126) csak 1965-ben kapott. A szövetségi hatóság szerint ez nem jelentett problémát, mivel tervezték a csak egy államot érintő három jeggyel jelölt szövetségi országutak átszámozását.
- 1972-ben a US 126-ot törölték a szövetségi országutak listájáról; a Prineville–Eugene szakasz, illetve az OR 36 Eugene és Mapleton közti pályája ekkor kapta a mai 126-os jelölést.

#### Korábbi bővítési javaslatok
A Eugene nyugati részén futó szakaszon számos szintbeli kereszteződés található, melyek közül a legforgalmasabb a nyugati tizenegyedik sugárút elágazása; ezek jelenleg sok torlódást okoznak. A probléma megoldására több javaslat is született, de a lakosság ezek egyikét sem fogadta el.

##### Roosevelt Freeway

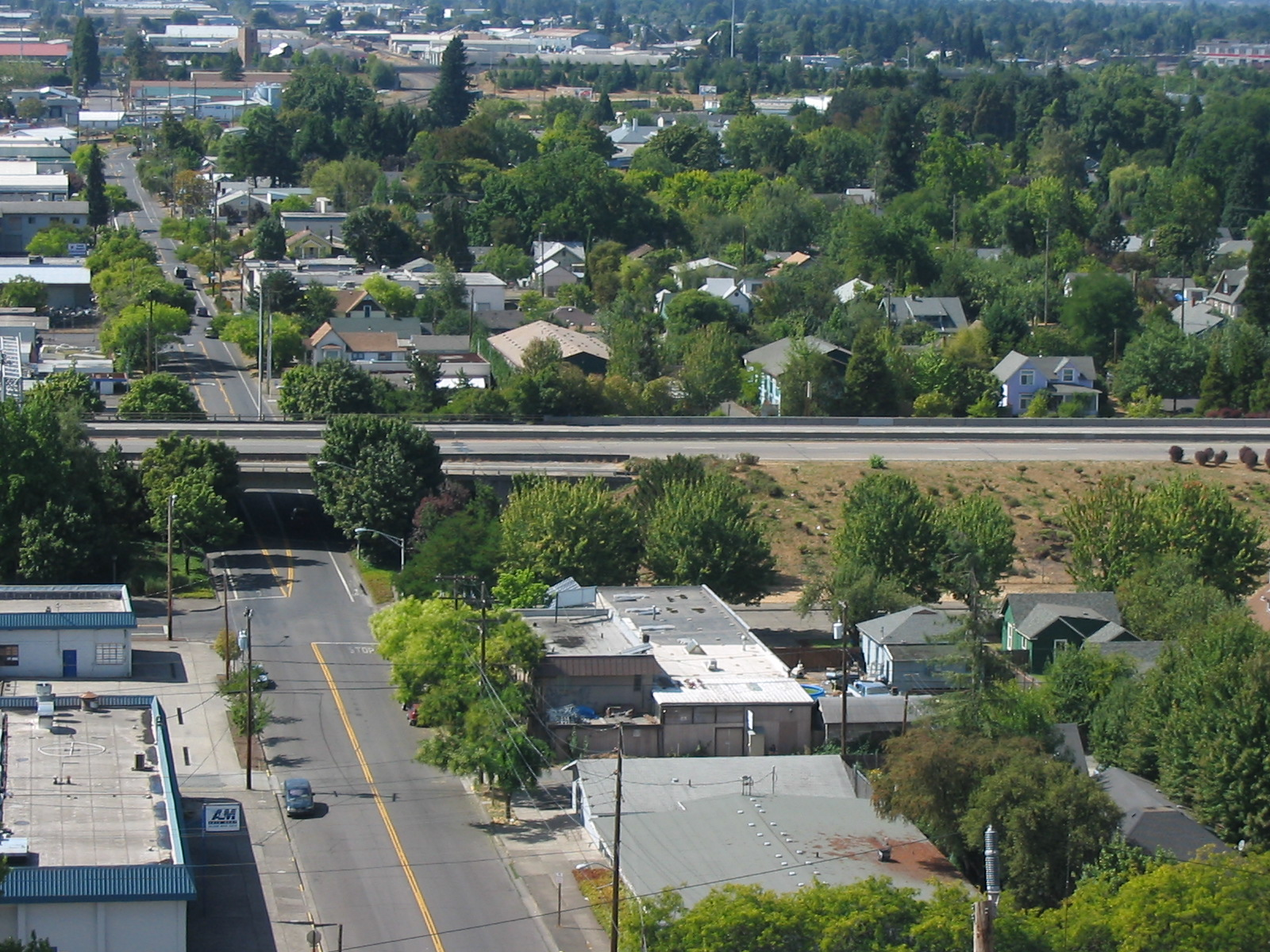
A vakrámpa a Skinner-tanúhegy felől nézve

Roosevelt Freeway néven egy, a Eugene nyugati részén futó gyorsforgalmi út épült volna, de a tiltakozások miatt 1972-ben a projektet leállították.
A szakasz a 126-os úttól északra, a nyugati tizenegyedik sugárút, a Roosevelt körút és a Willamette-folyó mentén, Whitaker kerület közelében haladt volna; fő funkciója szerint az Interstate 105-öt kötötte volna össze a Washington–Jefferson utcai híddal (a korábbi, Skinner Butte Freeway projekt még a tervezési szakaszba sem jutott el).
A gyorsforgalmi úttal az ingázók és a teherforgalom miatt az OR 126 és a nyugati tizenegyedik sugárút kereszteződésében keletkező torlódásokra szerettek volna megoldást találni. Sok ingázó és a közlekedési hatóság vezető beosztású személyei is támogatták az ötletet; a tervek az 1970-es évek közepére készültek el, az állam ekkor el is kezdte a majdani nyomvonal mentén található telkek kivásárlását. A ma az I-105 felett látható vakrámpa az autópálya részét képezte volna.
Eugene lakosai a projektet hevesen ellenezték, mivel a lakóövezetekre nézve negatív hatásokkal járt volna, valamint korlátozta volna a folyópartra való lejutást. 1978-ban bejelentették a „T-2000” jelzésű közlekedés-fejlesztési projektet, ezzel együtt a Roosevelt Freeway ötlete lekerült a tervezőasztalról. A dokumentumban egy hasonló, de kisebb volumenű fejlesztést szorgalmaztak; a nem gyorsforgalmi szakasznak épülő West Eugene Parkway tervezetében a támogatók és ellenzők is ezen törekvéseket látták.

##### West Eugene Parkway
A West Eugene Parkway (rövidítve WEP) a korábbi Roosevelt Freewayen alapuló, kisebb volumenű beruházás, amely a Eugene nyugati kerületeiben, főképp a nyugati 11. sugárútnál tapasztalható dugókra kívánt megoldást nyújtani. A szakaszon egy különszintű csomópont és néhány szintbeli kereszteződés lett volna; a sugárúttól északra a 6/7. sugárutakig (az OR 99 belvárosi nyomvonala) futott volna. A projektet sokan ellenezték; 2006 júliusában az állami közlekedési hatóság a szövetségi hivatalnak egy további építkezések nélküli alternatívát javasolt.
A közlekedéstervezők szerint az út szükséges a torlódások enyhítésére; ezen funkcióját 2025-től tölthette volna be.
A projekt ellenzői az alábbi ellenérveket fogalmazták meg:
- Újabb út megépítése helyett logikusabb településrendezési tervre van szükség
- A szakasz megépültével Eugene nyugati részén tovább nő a beépítettség és a forgalom
- A Föld kőolaj-készletei előbb elfogynak, minthogy az út elkészüljön, így inkább a jelenlegi infrastruktúra észszerűsítésére van szükség
- A tervezet megegyezik az 1972-ben félbehagyott Roosevelt Freewayével, így a megnevezés megtévesztő
- A nyomvonal csak tovább terhelné Eugene belvárosát. Szövetségi szinten elvárt feltétel, hogy a leendő szakasz ne függjön más projektektől; mivel a tervezet ezt a kitételt nem teljesíti, nem törvényes. Megépültével a hatodik és hetedik sugárutakat akkora terhelés érné, hogy egy újabb autópálya építése lenne szükséges, de ezzel együtt a projektet félbeszakítanák
- A felhasznált 169 millió dollárt inkább a körzet más közlekedési projektjeinél kellett volna felhasználni.
- Az elmúlt húsz évben a városképért felelős bizottság a 11. sugárút mentén elhelyezkedő üzletektől megkövetelte, hogy parkolóhelyeiket az épületek mögött jelöljék ki, így az épületek az út felé terjeszkedtek. Az új út miatt a jelenlegi pálya szélesítése lenne szükséges, így számos vállalkozás bezárna, vagy üzlete átépítésére kényszerülne, ebből kifolyólag többségük a tervezetet elutasítja

2001. június 18–19-én Eugene önkormányzata, Lane megye vezetése, az oregoni közlekedési hatóság, a szövetségi országúti ügynökség, a földhivatal és egyéb szervezetek részvételével a szakasz jövőjét rendezni kívánva rendkívüli ülésnapot tartottak. Ugyan a megjelentek többsége támogatta a projektet, a szavazáson a többség ellenezte az építkezést. A döntésnek nem voltak következményei; az oregoni és a szövetségi hivatal is további több millió dollárt költött el a környezeti hatástanulmányra.
Az állami ügynökségek és a projekt támogatói azzal érveltek, hogy a lakosság két szavazáson is bizalmat adott a projektnek, utóbb 2001-ben. Az ellenzők ellenben azt hozták fel, hogy az eredmény 51–49 arányban oszlott meg, ráadásul azt állították, hogy a források már rendelkezésre állnak. A tervezett költségek 2001-ben 88 millió dollárra rúgtak, de 2004-ben úgy becsülték, hogy a valós összeg 169 millió. Néhány támogató az adóemelést is elfogadta volna a finanszírozás érdekében.
2005. október 26-án a városi képviselőtestület 5–4 arányban a projekt mögül való kihátrálás mellett döntött, habár a város továbbra is felelősséget vállalt a szakasz egy részének fenntartásáért, valamint a tulajdonukban áll egy a nyomvonalon fekvő terület, ahol helyreállítási munkálatokat terveznek.
2006 júliusában az oregoni közlekedési hatóság is a felhagyás mellett döntött, így a továbbiakban nem várható előrelépés.

## Fordítás
- Ez a szócikk részben vagy egészben  az   Oregon Route 126 című angol Wikipédia-szócikk ezen változatának fordításán alapul.  Az eredeti cikk szerkesztőit annak laptörténete sorolja fel. Ez a jelzés csupán a megfogalmazás eredetét és a szerzői jogokat jelzi, nem szolgál a cikkben szereplő információk forrásmegjelöléseként.